# Blanca Ovelar
Blanca Margarita Ovelar de Duarte (née le 2 septembre 1957), est une femme politique paraguayenne. Ancienne ministre de l'Éducation elle s'est présentée à l'élection présidentielle d'avril 2008 sous la bannière du Parti colorado, lors de laquelle elle fut battue par Fernando Lugo.